# 20283 Elizaheller
20283 Elizaheller (1998 FG55) là một tiểu hành tinh vành đai chính được phát hiện ngày 20 tháng 3 năm 1998 bởi Nhóm nghiên cứu tiểu hành tinh gần Trái Đất phòng thí nghiệm Lincoln ở Socorro.
Tênd after Elizabeth Rose Heller (b. 1986), a finalist in the 2004 Intel Science Talent Search, a science competition for high school seniors, for her earth và space sciences project. She attended the Nanuet High School, Nanuet, New York.